# Gagnons Badalone en commun
Gagnons Badalone en commun, en catalan : Guanyem Badalona en comú, appelée initialement Guanyem Badalona, est une plateforme citoyenne née de la convergence de plusieurs forces sociales et politiques qui s'est présentée aux élections municipales de Badalone de 2015. Elle termine en deuxième position avec cinq conseillers municipaux derrière les dix du Parti populaire. Un pacte a finalement été réalisé avec les forces de gauche de la ville et Maria Dolors Sabater devient maire de Badalone.